# 瀬峰町
瀬峰町（せみねちょう）は、宮城県北部にあった町である。2005年4月1日に栗原郡内全町村が合併し、栗原市となった。

## 地理
宮城県北部に位置する町である。町の中央を流れる小山田川を境に、北側が丘陵地、南側が平地である。
- 河川：小山田川、刈川
- 年間平均気温：10.8℃（2003年）
- 年間降水量：1,423mm（同上）
- 年間日照時間：1,379.5時間（同上）

### 隣接していた自治体
- 宮城県栗原郡築館町、高清水町、遠田郡田尻町、登米郡迫町

## 歴史
- 1889年4月1日 市町村制施行により、藤沢村と大里村が合併し、藤里村（ふじさとむら）が誕生する。
- 1951年4月1日 藤里村が町制施行し、藤里町となる。
- 1951年4月2日 藤里町が町名変更により瀬峰町となる。
- 2005年4月1日 栗原郡内全町村が合併し、栗原市となる。

## 行政
- 最後の町長：山田悦郎（2001年3月から）

## 教育
- 高等学校
  - 宮城県築館高等学校瀬峰校
- 中学校
  - 瀬峰町立瀬峰中学校
- 小学校
  - 瀬峰町立瀬峰小学校

## 交通

### 鉄道
- 東日本旅客鉄道
  - 東北本線：瀬峰駅

#### かつて運行されていた鉄道
- 仙北鉄道
  - 登米線・築館線

### 道路
- 都道府県道
  - 宮城県道1号古川佐沼線
  - 宮城県道29号河南築館線
  - 宮城県道175号田尻瀬峰線
  - 宮城県道237号瀬峰豊里線

## 名所・旧跡・観光スポット・祭事・催事
- 五輪堂山公園
- 瀬峰八幡神社
- 旧奥州街道力石（後三年の役の伝説がある）
- 瀬峰一里塚

### 祭り・イベント
- せみねふれあい桜まつり
- 泉谷お屋敷祭り
- みやぎ御輿フェスティバル
- 瀬峰夏まつり
- 瀬峰産業まつり
- せみね裸参り